# Bahnstrecke Bieberehren–Creglingen
| |                      |                                         |                                         |
| Streckennummer (DB): | 5205                 |                                         |                                         |
| Kursbuchstrecke (DB): | 415d (Stand 1953)    |                                         |                                         |
| Kursbuchstrecke: | 415d (1946)          |                                         |                                         |
| Streckenlänge: | 6,14 km              |                                         |                                         |
| Spurweite: | 1435 mm (Normalspur) |                                         |                                         |
| |                      |                                         |                                         |
| \| \| \| von Weikersheim \| \| \| \| 0,00 \| Bieberehren \| 269 m \| \| \| \| nach Ochsenfurt \| \| \| \| 0,40 \| Gollachweg und Gollach \| Gollachweg und Gollach \| \| \| 2,16 \| Reinsbronn \| 256 m \| \| \| 2,30 \| Steinach \| Steinach \| \| \| 3,80 \| Klingen (bis 1923) \| Klingen (bis 1923) \| \| \| 4,10 \| Landesgrenze Bayern / Baden-Württemberg \| Landesgrenze Bayern / Baden-Württemberg \| \| \| 4,20 \| Bach \| Bach \| \| \| 6,14 \| Creglingen \| 259 m \| |                      |                                         |                                         |
| Strecke (außer Betrieb) |                      | von Weikersheim                         | von Weikersheim                         |
| Bahnhof (Strecke außer Betrieb) | 0,00                 | Bieberehren                             | 269 m                                   |
| Abzweig geradeaus und nach links (Strecke außer Betrieb) |                      | nach Ochsenfurt                         | nach Ochsenfurt                         |
| Brücke über Wasserlauf (Strecke außer Betrieb) | 0,40                 | Gollachweg und Gollach                  | Gollachweg und Gollach                  |
| Bahnhof (Strecke außer Betrieb) | 2,16                 | Reinsbronn                              | 256 m                                   |
| Brücke über Wasserlauf (Strecke außer Betrieb) | 2,30                 | Steinach                                | Steinach                                |
| Haltepunkt / Haltestelle (Strecke außer Betrieb) | 3,80                 | Klingen (bis 1923)                      | Klingen (bis 1923)                      |
| Grenze (Strecke außer Betrieb) | 4,10                 | Landesgrenze Bayern / Baden-Württemberg | Landesgrenze Bayern / Baden-Württemberg |
| Brücke über Wasserlauf (Strecke außer Betrieb) | 4,20                 | Bach                                    | Bach                                    |
| Kopfbahnhof Streckenende (Strecke außer Betrieb) | 6,14                 | Creglingen                              | 259 m                                   |

Die Bahnstrecke Bieberehren–Creglingen war eine Nebenbahn in Franken, die grenzüberschreitend von Bieberehren in Bayern nach Creglingen in Baden-Württemberg führte. Die 6,14 Kilometer lange und normalspurige Stichbahn zweigte in Bieberehren von der Gaubahn ab, mit der sie auch betrieblich stets eng verbunden war, und folgte von dort aus dem Lauf der Tauber flussaufwärts. 

## Geschichte
Nachdem Bieberehren bereits ab 1907 durch die Gaubahn ans Eisenbahnnetz angeschlossen war, erhielt schließlich am 17. November 1909 auch Creglingen seinen Anschluss durch die hier behandelte Strecke. Obwohl zwei Drittel der Trasse auf bayerischer Gemarkung lagen, wurde sie von den Königlich Württembergischen Staats-Eisenbahnen erbaut und betrieben. Weiterführende Pläne die Strecke bis Rothenburg ob der Tauber zu verlängern und sie dort mit der Bahnstrecke Steinach bei Rothenburg–Dombühl zu verknüpfen, konnten hingegen nie realisiert werden. 
Zum 1. Februar 1967 stellte die damalige Deutsche Bundesbahn den Personenverkehr ein und ersetzte diesen durch Bahnbusse. Güterverkehr gab es in begrenztem Umfang noch bis zum 30. Mai 1992, bevor die Gesamtstilllegung erfolgte. Zwischen Reinsbronn und Creglingen wurde die Strecke anschließend zu einem Bahntrassenradweg umgestaltet.

## Betriebsstellen
- Karte mit allen Koordinaten der ehemaligen Betriebsstellen der Bahnstrecke Bieberehren–Creglingen:
- OSM |
- WikiMap

### Bieberehren
Der Bahnhof Bieberehren (⊙) lag am nördlichen Ortsrand von Bieberehren.

### Reinsbronn

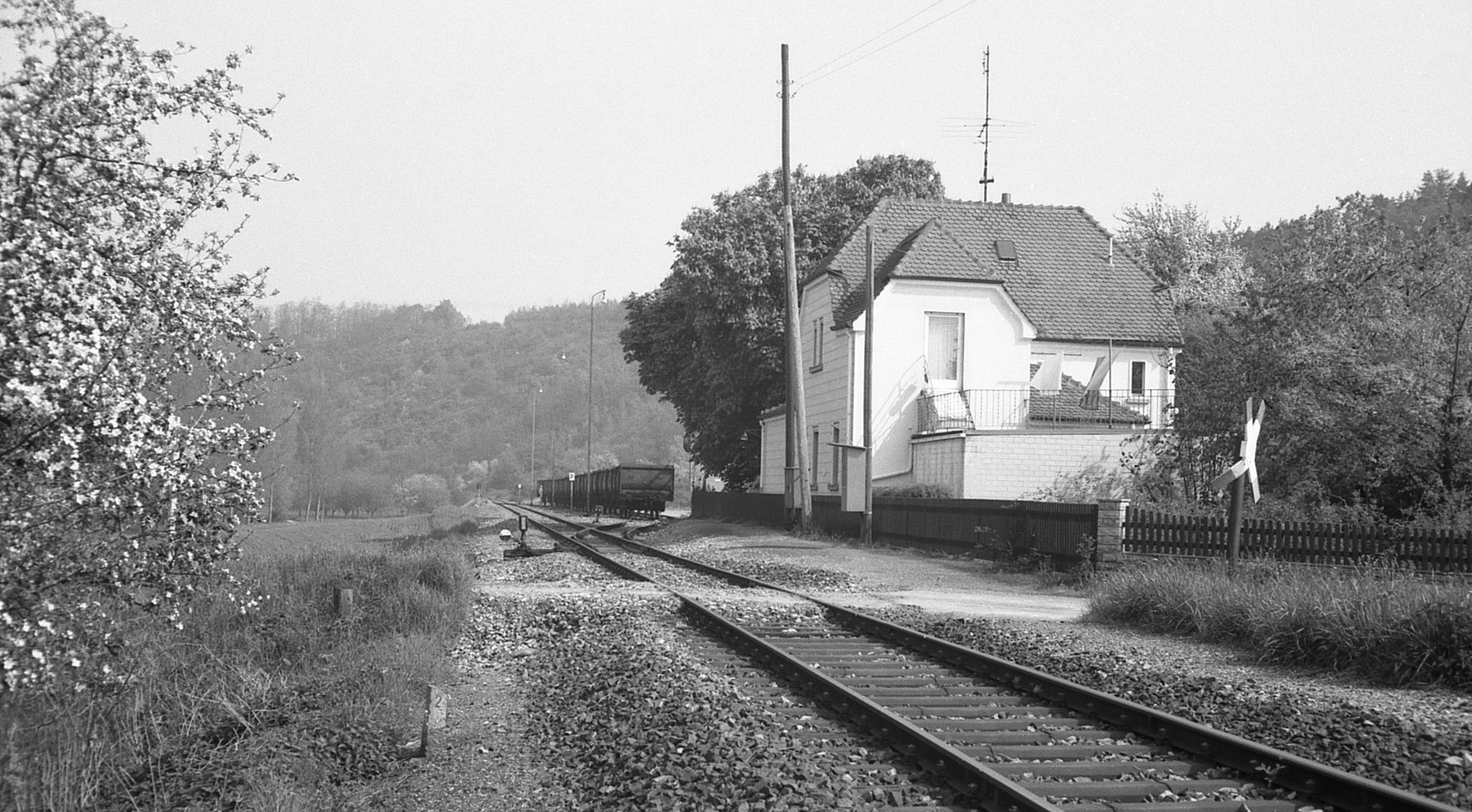
Ehemaliger Bahnhof Reinsbronn, 1983

Der Bahnhof Reinsbronn (⊙) lag am Streckenkilometer 2,16. Obwohl Reinsbronn in Baden-Württemberg liegt, befand sich die Station auf der Gemarkung der Gemeinde Bieberehren im Landkreis Ochsenfurt (bis zur Gebietsreform im Jahr 1972), heute Landkreis Würzburg in Bayern, an der Einmündung der Staatsstraße 2256 in die Staatsstraße 2268. Das Stationsgebäude wurde, genau wie diejenigen in Tauberrettersheim und Schäftersheim, von den Königlich Württembergischen Staats-Eisenbahnen erbaut. Diese sind, anders als die bayerischen Bahnbauten an der benachbarten Gaubahn, nicht aus Holz, sondern aus Stein gebaut. Außerhalb der Zuckerrübensaison wurden die offenen Güterwagen auf einem Ladegleis abgestellt.

### Klingen
Der Haltepunkt Klingen (⊙) lag am Streckenkilometer 3,8, etwas außerhalb südöstlich des Ortes Klingen am Talweg. Die Bedienung des Haltepunkts wurde wegen fehlender Rentabilität bereits 1924 eingestellt.

### Creglingen
Der Bahnhof Creglingen (⊙) lag am Streckenkilometer 6,14 der Gaubahn-Stichstrecke von Bieberehren nach Creglingen, auf der nördlichen Seite der Tauber an der L 2251 (Bad Mergentheimer Straße). Der Bahnhof war mit einem Verwaltungsgebäude, einem hieran angebauten Güterschuppen nebst Rampe, einem Nebengebäude mit Aufenthalts- und Übernachtungsräumen, einem Lokomotivschuppen und einer Drehscheibe ausgestattet, sowie mit geräumigem Verladeplatz ausgestattet. Das Bahnhofsgebäude wurde bereits 1983 abgerissen, an seiner Stelle steht heute ein Einkaufszentrum.